# Почётное звание Республики Карелия
Почётное звание Республики Карелия — государственная награда Республики Карелия.

## Статут

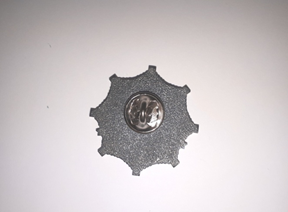
Оборотная сторона

Почётные звания Республики Карелия присваиваются гражданам за большой личный вклад в экономическое и социально-культурное развитие Республики Карелия, за особые достижения в профессиональной деятельности, добросовестный труд.
Лицам, удостоенным почетного звания Республики Карелия, вручаются удостоверение к государственной награде и нагрудный знак установленного образца.
Повторное присвоение одноименного почётного звания Республики Карелия не производится.
Установлены следующие почётные звания Республики Карелия (с 2019 года):
- Народный артист Республики Карелия
- Народный писатель Республики Карелия
- Народный художник Республики Карелия
- Народный мастер Республики Карелия
- Заслуженный артист Республики Карелия
- Заслуженный врач Республики Карелия
- Заслуженный журналист Республики Карелия
- Заслуженный деятель искусств Республики Карелия
- Заслуженный деятель науки Республики Карелия
- Заслуженный машиностроитель Республики Карелия
- Заслуженный работник горнопромышленного комплекса Республики Карелия
- Заслуженный работник жилищно-коммунального хозяйства Республики Карелия
- Заслуженный работник здравоохранения Республики Карелия
- Заслуженный работник культуры Республики Карелия
- Заслуженный работник лесного комплекса Республики Карелия
- Заслуженный работник образования Республики Карелия
- Заслуженный работник пищевой промышленности Республики Карелия
- Заслуженный работник правоохранительных органов Республики Карелия
- Заслуженный работник рыбного хозяйства Республики Карелия
- Заслуженный работник сельского хозяйства Республики Карелия
- Заслуженный работник связи Республики Карелия
- Заслуженный работник социальной защиты населения Республики Карелия
- Заслуженный работник строительного комплекса Республики Карелия
- Заслуженный работник транспорта Республики Карелия
- Заслуженный работник физической культуры Республики Карелия
- Заслуженный спасатель Республики Карелия
- Заслуженный тренер Республики Карелия
- Заслуженный учитель Республики Карелия
- Заслуженный финансист Республики Карелия
- Заслуженный экономист Республики Карелия
- Заслуженный энергетик Республики Карелия
- Заслуженный юрист Республики Карелия

## Порядок ношения нагрудного знака
Нагрудный знак носится на правой стороне груди, а при наличии государственных наград Российской Федерации, государственных наград СССР, порядок ношения которых устанавливается законодательством Российской Федерации, ордена «Сампо» располагается после них.

## Описание нагрудного знака
Нагрудный знак изготавливается из сплава томпак с серебряным покрытием 999-й пробы с последующей оксидировкой и представляет собой восьмилучевую звезду диаметром 32 мм. Ширина лучей — 1,5 мм. Лучи соединены рельефными полукружными штралами. Число штралов между соседними лучами — 7. Центральный штрал — 1 мм.
В центральной части знака по окружности расположен венок из лавровых ветвей наружным диаметром 20 мм и внутренним диаметром 16 мм, перевязанный лентой в семи местах. В центре венка изображены элементы Государственного герба Республики Карелия: геральдический прямоугольный, закругленный в нижней трети щит, трижды пересеченный в равных долях горизонтальными полосами, покрытыми эмалью цветов Государственного флага Республики Карелия, полосы разделены узкими бесцветными полосками, в центре щита — профильная фигура стоящего медведя, обращенного влево со стороны смотрящего на знак. Щит окаймлен ободком.
Оборотная сторона знака имеет приспособление для прикрепления к одежде — цангу.